# 航空作戦
航空作戦（こうくうさくせん）とは、航空戦力による軍事作戦全般を指す。空軍固有の作戦としては航空優勢の奪取や防空、広義の戦略爆撃（核攻撃、通常戦略爆撃、機雷海上封鎖、指揮/通信破壊などにより敵対国の戦争遂行力を破壊し、地上軍による占領を待たずに降伏せしめる攻撃）、航空支援作戦（航空兵站、戦闘捜索救難）などがある。また、陸上支援作戦（地上偵察・近接航空支援、航空阻止、空挺、空輸）、海上支援作戦（洋上偵察・対潜作戦・制海対艦攻撃・航空掃海）など多岐にわたる支援作戦もある。敵の組織的な戦力を破壊することで敵の戦力を弱めたり、継戦能力をなくしたりすることで地上部隊や海上部隊の戦闘を支援する事を「戦術航空支援」と呼ぶ。

## 航空優勢の確保
航空優勢とは、従来は制空権とも呼ばれていた概念で、ある範囲の空域において敵航空戦力に有効な航空作戦を実施させない状態を指す。
逆に言えば、航空作戦を有効に実施するためには航空優勢の確保は必須の要素である。

### 航空基地攻撃/航空基地防衛
航空優勢確保のための一手段として、敵航空基地を（しばしば奇襲的手段も用いて）攻撃し、敵航空戦力の覆滅または無力化を図るものである。当然、これらから味方の航空基地を防御する作戦も航空作戦に分類される他、さらに広義には基地の能力を保全する為に、基地施設に偽装や補強を加えたり（基地防護）、戦闘により損傷した施設の修復（被害復旧）も、基地防衛作戦に含まれる。
如何に高性能の戦闘機でも地上に居るときは二流の攻撃機に空爆破壊されてしまうので、攻撃側はステルス戦闘機または巡航ミサイル等による奇襲で防衛側空軍の滑走路/を破壊し、次項のSEADを行って、一時的に離陸できない防衛側の戦闘機/早期警戒機を地上破壊しようとする。奇襲性を重んじるため、開戦早々に行われる場合が多く、防衛側の防空網がまだ無傷で、攻撃側にとっても危険が大きいため、最近は無人攻撃手段の巡航ミサイルやレーダーに察知されにくいステルスを使う場合が多い。かつては妨害電波で防衛側のレーダーを撹乱して侵入したが、最近は妨害電波発生源に誘導するミサイルも出来たので妨害電波戦術は意見が分かれるところであろう。
一方、防衛側は早期警戒機などで攻撃を察知して、戦闘機/攻撃機/早期警戒機等を（滑走路/管制塔が破壊される前に）離陸して「空中退避」したり、地対空ミサイルがSEADを避けながら、巡航ミサイルや侵入機を撃墜して指揮/通信系統や（場合によっては離陸できなくなった）味方の航空戦力を守る。
攻撃、防衛共にその主体が基地という地上の施設そのものにあるため、BLU-107 デュランダルのような基地攻撃専用の兵器や、VADSのように基地防御に特化した兵器の他、通常の陸戦兵器が用いられる。ただし、基地攻撃の手段として空爆が行われたり、その爆撃を阻止するため敵軍と自軍の戦闘機の間に空中戦が起こるなど、どこまでを基地攻撃・基地防衛作戦に含めるかの明確な基準は無い。
例
- 巡航ミサイル・精密誘導弾道弾などで敵航空基地の管制塔・レーダーサイト・滑走路などを破壊し、一時的に離陸不可能な状態に追い込む
- 敵航空基地を守る防空施設を破壊または無力化する
- 離陸できない敵航空戦力を地上破壊して大打撃を与え、絶対的航空優勢を確保する（第三次中東戦争など、開戦時の航空奇襲により、敵航空戦力を地上破壊して一気に航空優勢を確立した事例もある）

### 敵防空網制圧
敵防空網制圧 (Suppression of Enemy Air Defence, SEAD) は、特定地域の敵防空システムを物理的、電子的な手段によって無力化、撃破する活動である。敵の地対空ミサイルや対空火器 (AAA) 射撃統制システムのような地上電磁波放射装置を探知し、HARMのような対レーダーミサイル、または精密誘導爆弾などによって攻撃を加える。
SEADを実行する機体は、他の種類の攻撃機のように多数で行動するのではなく、1機でも様々な能力を有することが要求される。トーネード ECRを開発したパナヴィアは、最も近代的なSEAD能力を有する戦術航空機に必要な要素を次のようにまとめている。
- 電磁波放出位置評定システム (ELS: Emitter Location System)
  - 敵のレーダー波放射源をピンポイントで把握し、それを表示する。
- 画像赤外線システム (IIR: Imaging Infra-Red System)
  - 全天候、昼夜間の偵察活動能力を有する。
- 運用データインターフェイスによるデジタルデータリンク
  - 後続の他の攻撃機や地上のセンターにほぼリアルタイムで偵察情報を送る。
- 前方赤外線 (FLIR: Forward Looking Infra-Red)
  - 悪天候時や夜間でも低空飛行を可能にする。
- 先進的な表示装置と強力なコンピュータ
  - 乗員に対してより戦術的な意思決定の機会を増やす。
- 対レーダーミサイル
  - 最も脅威となる敵レーダー波放出源を攻撃する。
- 先進のインターフェイス概念の導入
  - 将来のスマート兵器や妨害装置の使用も可能にしておく。
- 先進の電子機器技術
  - 将来の脅威にも対処できる潜在性を有する。

## 戦略爆撃と中枢防空

### 防空
レーダーなどの早期警戒網で敵機の来襲を察知し位置を把握した指揮所の誘導に基づき、制空/防空/戦闘機（邀撃機）が、来襲する侵入機を平時に於いては威嚇等で追い払い、戦時に於いては撃墜する。（しかし、地球は球形なため、地上に設置されたレーダーは水平線の向こう側の低空が見えない。そのため侵入は通常低空から行われるが、その低空を警戒するために空中レーダーサイトである早期警戒機が使用されている。尚、早期警戒機に指揮所機能を持たせたのがAWACSである。）
戦闘機のレーダーは前方しか見えないので、侵攻側にAWACS（か早期警戒機）がなければ、防空側戦闘機は、指揮所の指示に基づいて侵入機のレーダー死角の側面か後方に回り込んで有利に戦う事ができる。しかし、侵攻側にAWACSがあると侵攻側のAWACSは全周を数百kmの範囲で探知でき、侵攻側航空機の側面に回りこむ防空機を探知して味方の護衛戦闘機に知らせるので、その場合では防空側が一概に有利とは言えなくなる。
最近の戦争では、防空側の離陸を阻止するため、戦争の第一撃でステルスなどによる空爆または巡航ミサイル攻撃で飛行場と指揮/通信系統への打撃が行われる例が多い。

### 戦略爆撃
防衛側の「戦争継続力」を破壊するための爆撃。陸上作戦支援と違って地上軍の支援を目的とせず、防衛側の首都を地上戦力で占領することなく、防衛側を戦闘不能に追い込んで屈服せしめようとするもの。核爆撃（広義では弾道弾による核攻撃もこの延長線上との見解もあり、米国では空軍と海軍が核弾道弾を管轄。）が典型である。

#### 在来の戦略爆撃
- 1)核など大量破壊兵器による戦略攻撃
  - 目的別には下記3種類ある
    - A)敵の都市を先制攻撃して軍需生産を破壊し、多数の国民を殺傷して戦闘能力を奪う。概略2割の国民を殺傷されると戦闘困難になるといわれる。
    - B)敵の核ミサイル基地や空軍基地を核で先制破壊して、自国/同盟国の核被弾を未然に防ぐ。
    - C)敵の核攻撃に報復するために都市攻撃する

  - 米仏露英中空軍および、米仏海軍空母艦載機は核爆撃能力をもつ。従来は地上発射大陸間弾道弾は固定基地からの発射で、着弾は速いが敵弾道弾の攻撃に弱かったため、B)が地上発射大陸間弾道弾の役目であり、C)は海軍の潜水艦発射弾道ミサイル、空軍の戦略爆撃機（と空母艦載機）の役目であったが、最近は生残性の高い移動式地上発射弾道弾ができて状況が変わってきている。（ロシアが米空母迎撃のミサイル艦隊を縮小しつつあるのも、核運搬手段としての米空母艦載機の地位低下が一因である）

- 2）通常戦略爆撃
  - 敵の軍事施設/軍需施設/都市を通常爆弾で爆撃するもので、下記3種類の目的がある。
    - A)都市爆撃による殺傷で戦争継続力を奪うもの
    - B)軍需工場や石油備蓄などを破壊して戦争継続力を奪うもの
      - 米軍のドイツに対する「諸兵器生産用ベアリング工場」「石炭液化石油合成工場」爆撃が有名　
      - 現代ではイスラエルがイラクによる核ミサイル攻撃を避けるために、イラクの建造中の原子力発電所などの核生産施設を自衛的先制空爆して、湾岸戦争で核被弾を免れた例がある。

    - C)敵国の戦略攻撃手段の破壊により自国の戦争継続力を維持するもの
      - 英軍によるドイツ潜水艦基地の破壊、V-1/V-2ミサイル基地破壊、など。

- 3）機雷投下による海洋封鎖
  - 石油精製貯蔵施設空爆と併用して、敵国の港湾に機雷を投下して、武器弾薬・食料・燃料・原料の搬入を途絶させる。
  - 米軍の日本に対する「飢餓作戦」が有名。西瀬戸内海・関門海峡が通航不能になり、飢餓だけでなく石油精製工場への石油の搬入が困難になり、潜水艦による通商破壊とならんで日本軍の燃料を干上がらせて戦争遂行能力を奪った。（潜水艦による通商破壊とならんで多くの日本の輸送船舶を沈没せしめた）

#### 最近の精密戦略爆撃
最近はGPS誘導巡航ミサイルによって防空ミサイル射程外/防空戦闘機行動半径（1000km前後）外から後方深く敵国の中枢部分をCEP5-10mで精密攻撃できるようになった。但し、高度な諜報/情報能力が不可欠である。
- 1)指揮/通信系統への爆撃
  - 防衛側の司令部を爆撃して指揮官を殺傷したり、電話局の交換機を破壊して防衛側の戦闘指揮系統を寸断する。

従来は下記の効果がある
- -     - A)上級司令部が壊滅するか、連絡が取れなくなることで、組織的抵抗が困難になる
    - B)レーダーなど索敵手段と、指揮所と、ミサイル発射部隊の間では、目標の位置や速度・方向などの情報のデーター通信が不可欠で、通信回線が回復されるまで防空戦闘が不可能になる。
    - C)軍用通信は攻撃を考慮してあるが、奇襲を受けて非番の兵士を緊急招集する場合電話が全く繋がらず集結が遅れる。

- 2)敵国戦争指導者への直接ミサイル攻撃
  - 敵国の独裁的戦争指導者をミサイルで殺害する事で政権崩壊・戦争終結を狙う攻撃
  - エルドラド・キャニオン作戦でカダフィ大佐の居宅を精密誘導爆弾で攻撃した際に、爆弾は標的の居宅に命中したものの、カダフィ大佐が外出していたため抹殺に失敗した。
  - イラク戦争でフセイン大統領の居場所に向けて巡航ミサイルが発射され、予定着弾点に着弾したが、巡航ミサイルは1000km飛行に1時間以上掛かり、目標人物が動いてしまって失敗した。米軍はその後、A)目標上空に先に行って滞空し、衛星データリンクで目標の最新位置を取得してそこに着弾する戦術巡航ミサイルを開発し、B)超音速巡航ミサイルを開発中である。

## 陸海空共通の支援作戦

### 戦闘空中哨戒
戦闘空中哨戒 (CAP ; Combat Air Patrol) とは戦闘機による防空の任務で、陸上の建物や海上の艦船、空中給油機のような支援機など、指定された地域や対象を守るために直掩機を空中待機させ、そこに近づく敵航空機を迎撃する戦術。
通常、哨戒中の戦闘機は防御対象の周囲を何種類かのパターンで周回しながら脅威となる敵航空機の索敵を行う。効果的な周回パターンは、戦闘機を高高度空域と低高度空域の双方に位置するようにして、脅威に対して即応できるようにする。
CAPは航空母艦に搭載される航空部隊の典型的な運用形態である。空母打撃群を脅威から防御するためにCAPを展開するのである。そのほか、BARCAPやTARCAPと呼ばれる任務もある。
BARCAP (BARrier Combat Air Patrol)
防御対象から、脅威の襲来が予測される方角に向かって展開すること。
TARCAP (TARget Combat Air Patrol)
味方の攻撃機を敵戦闘機から防衛するために、攻撃地点またはその近くの上空に展開すること。
HAVCAP (High Asset Value Combat Air Patrol)
空中給油機やAWACS機のような、重要な味方機を特定の任務の間防衛するために展開すること。

## 航空支援作戦

### 空中護衛
空中護衛(くうちゅうごえい、Escort)とは輸送機や早期警戒機など、敵戦闘機に対して脆弱な味方の航空機を護衛する事。また厳密な意味で軍事上の航空作戦ではないが、航空用語で単にエスコートという場合は、ハイジャックされたり機体にトラブルが発生した旅客機や、領空を侵犯してきた航空機に対して戦闘機が確認・護衛・誘導のために随伴する行動も指す。

### 早期警戒と空中管制
早期警戒（Airborne Early Warning, AEW, 空中早期警戒）とは、強力なレーダーを搭載した早期警戒機を飛行させ、「空中レーダーサイト」とすることで遠距離から脅威を探知する事を目的とする。使用される機体はその任務の特性上、長時間の滞空能力と強力なレーダー、およびレーダーが探知した情報処理するだけの装置を搭載するための容積を求められることから、旅客機や輸送機をベースに開発された専用機であることが多い。レーダーは、E-2 ホークアイなど、背面に円盤形のレドームを持った機体が多いが、サーブ 2000 ERIEYEのように矩形のレドームを備えたり、ニムロッドの様にレーダーを機体内部に搭載するケースもある。
探知した脅威は早急に味方に連絡し、対応する必要がある。通常は戦闘機が脅威に対応するが、早期警戒機の中にはこれらの戦闘機を管制する機能を限定的ながらも持つ物が多い。このため、管制機能も含めて、AEW&Cと呼ぶ事がある。また、この空中管制機能を強化した機種を特に早期警戒管制機 (Airborne Warning and Control System, AWACS)と呼ぶ場合もある。ただし、AEW, AEW&C, AWACSに厳密な定義は存在しないため、その境界線は非常に曖昧である。

### 空中給油
空中給油とは、飛行中の航空機から別の航空機に燃料を供給すること。
地上の車両や海上/海中の艦船と航空機の大きな違いの一つとして、航空機はエンジンを停止してその場に待機する事によって活動時間を延長する事ができない、という点が挙げられる。また、燃料切れはただちに不時着ないし墜落に繋がり、そのリスクは地上車両や艦船の比ではない。
しかしながら、現実には哨戒任務（対潜哨戒やCAPなど）や長距離飛行を余儀なくされる任務など、途中で給油が必要になるケースは多い。このような場合に使用されるのが空中給油で、給油母機としては専用または輸送機を改造した空中給油機の他、戦闘機や攻撃機に小改造を加えて空中給油セットを装備させた物も使われる。
空中給油を作戦計画に組み込む場合、給油対象機が燃料を1/3以上消費しないうちに給油が行われるように計画を組むのが普通である。これは、給油予定地点で給油機との合流に失敗した場合に備えて次の給油地点まで移動できるだけの予備燃料を確保するためである。
空中給油が実施される状況（目的）としては、以下のようなケースが挙げられる。
航続距離の延伸
長距離侵攻任務や機体の空輸（フェリー）時など、通常の航続距離を超える距離を飛行する場合に使用する。この場合、空中給油機は給油対象機に同行するかまたは先行して給油予定地点に向かう必要がある。
滞空時間の延長
戦闘空中哨戒(CAP)や早期警戒機・対潜哨戒機などの哨戒飛行など、一定空域を長時間飛行する必要がある任務において、滞空時間を延長するために使用する。大型の哨戒機などでは交代要員を載せて飛行する事も可能であるため、空中給油によって基地までの往復が不要になる事の効率の向上は大きい。また、戦時においては燃料タンクに被弾した機体の飛行時間を延ばすために空中給油が行われる事もある。
武器や貨物の搭載量（ペイロード）の拡大
航空機が離陸する際に搭載できる武器や貨物の量（ペイロード）は離陸時に搭載する燃料の重量との合計で定まるため、燃料を大量に搭載しているとその分ペイロードは減少する。しかしながら、離陸時の速度における最大許容重量と通常の飛行状態に達した状態における最大許容重量とでは後者の方が余裕があるため、搭載する燃料を減らした状態で離陸し、上空に達してから空中給油で燃料を補給する事により、ペイロードを増大する事ができる。

### 航空兵站輸送
比較的安全な後方航空弾薬庫から前線飛行場に航空弾薬を空輸する場合もある。
航空自衛隊は小牧基地と三沢基地郊外に航空弾薬庫を保有しており、小牧基地にはC-130輸送機が集中配備されている。

### 戦闘捜索救難
戦闘捜索救難（CSAR, Combat search and rescue）作戦は、自軍や同盟軍の将兵が、搭乗していた航空機が撃墜されるなどの理由で敵性地帯に取り残され、これを救出する場合に行なわれる作戦である。
例えば米空軍や米海軍、米海兵隊ではMH-53ペーブ・ロウやHH-60Gペーブ・ホークのような大型ヘリや、HC-130P/Nコンバット・シャドウのような比較的低速の固定翼機が使用される。

## 海上支援作戦
従来は各任務に特化した機体が開発されていたが、現代では対潜戦、水上艦対策、海上監視、戦闘捜索救難の支援を担当する哨戒機と、海上監視、対艦攻撃を担当する攻撃機・戦闘攻撃機に集約されている。

### 対潜哨戒/攻撃
敵潜水艦の捜索と発見/攻撃をおこなうこと。従来は対潜任務に特化した対潜哨戒機が使用されてきたが、機材の発達により海洋における各任務を担当する哨戒機の任務に組み込まれている。
任務の性質上、哨戒機には長い航続時間と低空での良好な運動性が求められる。また、長時間上空にあることから乗員の居住性も考慮されることが多く、これらの事情から哨戒機は旅客機や爆撃機など、大型・中型の機体をベースにしたものが多い。ヘリコプターの場合は航続時間が短いが、母艦との連携でカバーする。
海上交通路を確保するために重要な作戦であり、海上自衛隊は過去の経験からこの種の装備を非常に重要視している。

#### 一般的な作戦内容
作戦のパターンとして、以下のような形が取られる事が多いようである。
1. ソナーで広域捜索を行う
2. 潜水艦が潜む海域がある程度絞り込まれた後は赤外線探査装置や磁気探知装置により位置を特定する
3. 潜水艦の位置が特定できたら、搭載している航空魚雷や爆雷などで攻撃を行う

#### 広域捜索
固定翼機の場合、ソナーによる広域探索はソノブイと呼ばれる、ソナーを内蔵した浮標（ブイ）を捜索海域に複数個投下する事で行う。ソノブイから無線で送られてくる情報は哨戒機上のコンピュータで処理されて潜水艦の所在を絞り込む。ヘリコプターや飛行艇の場合は吊り下げ式ソナーが使われる場合が多い。
第二次大戦後しばらくまでは、潜水艦は浮上したりシュノーケルを海上に出したりすることで充電や艦内の酸素補給を行う必要があったため、目視やレーダーも重要な広域捜索の手段であったが、原子力潜水艦の登場により海上で酸素を補給しなくても海中を行動できるようになったため、現在では以前ほどには重要視されていない。代わりに陸上の司令所や友軍機と情報を共有するため戦術データ・リンクなどの通信システムが重要視されている。

### 対艦攻撃・制海
敵国の軍艦や商船を攻撃して、これを撃沈または破壊する事。第二次世界大戦の頃は雷撃機による航空魚雷か、爆撃機からの爆雷投下が主流であったが、近年は攻撃機・戦闘攻撃機・哨戒機からの空対艦ミサイルが主流である。
- 制海権を巡る海戦で航空母艦艦載機が敵対艦隊を対艦攻撃
- 侵攻する揚陸艦隊の洋上撃破
- 侵攻した上陸軍への援軍・補給の切断などを目的として行われる事が多い

近年は、攻撃機が25機で100本の対艦ミサイルを放つまで飽和攻撃力を伸長させており、哨戒機/攻撃機がレーダーや暗視装置による夜間捜索も可能になっているので、航空劣勢海域での海上交通は余程近距離でないと困難になっている。船舶は大きい分だけレーダー反射面積も大きく、隠れるところもないので、航空劣勢による補給途絶は陸より海路において深刻である。
そのため揚陸戦/島嶼戦で海上航空優勢を取られると、補給も増援も退却も非常に困難になってしまう。ゆえに、島嶼戦は篭城戦の色彩を帯び、援軍と物資集積が重要である。味方の援軍が島嶼を海洋封鎖する敵軍を追い払わない限り、島内に集積した弾薬・医薬品・食料が尽きると飢餓や病気や弾薬欠乏によって戦闘能力を失い、全滅を余儀なくされる。

## 陸上支援作戦

### 偵察
敵地上部隊の索敵や輸送部隊の状況などを上空から偵察すること。地味な任務であるが、軍用機が誕生した最初期の頃から存在する、基本かつ重要な任務でもある。
偵察を行う地域によって、「戦略偵察」と「戦術偵察」に大別される。偵察方法は、カメラによる写真偵察（可視光線または赤外線）が主であるが、最近はレーダーによる電子偵察も行われる。
偵察に使用される機体としては専用に開発された偵察機か、戦闘機や輸送機などから改造された物、戦闘機などに偵察ポッドをつけた物などが利用される。近年は専用に開発または改造された偵察機は減少し、戦術偵察は無人航空機や偵察用ポッドを装着した戦闘機が、戦略偵察は偵察衛星がそれぞれ行なうことが多くなっている。

### 近接航空支援
近接航空支援 (Close Air Support, CAS) は、前線の地上部隊に協力して、航空攻撃を提供すること。地上部隊に随伴するか観測機に搭乗した前線航空管制員 (FAC) の指示に従い、まさに相対している敵地上部隊に対し、航空機が機銃掃射や爆弾・ロケット弾の投下を行うこと。
CASは戦術的には砲兵による火力支援の延長線上にあると言える。そのため砲兵が不足或いは十分に展開できていない状況下では重要な攻撃手法となる。逆に砲兵火力が十分な場合は相対的にCASの重要性は低下する。
使用される機体は状況によって様々であるが、通常は小回りがきく小型の戦闘機や攻撃機であることが多い。速度は必ずしも必要とはされず、A-10やSu-25のように近接航空支援を主目的とする機体では速度よりもペイロードと防御装甲が重視されている。現在では誘導兵器の発達により、B-2などの大型機で支援を行うことも可能になってきている。

### 航空阻止
航空阻止 (Air Interdiction) とは、主に攻撃機によって、洋上の敵艦艇を攻撃して侵攻してくる敵を撃破し、また着上陸した敵に対しては後方連絡線、資材集積所、橋・トンネルなどの交通拠点を攻撃して、侵攻部隊の後方支援を破壊することにより前線の敵部隊の戦闘力を弱体化させる作戦をいう。「阻止攻撃」という場合もある。

### 地上兵力航空輸送
航空輸送とは、航空機を使用して兵員や物資を輸送すること。航空機による輸送は、船舶による輸送と比べて費用効率の面で劣るものの、速度が圧倒的に早いことと、飛行場と燃料さえ確保できれば場所を選ばず輸送が可能であることから、重要な輸送手段の一つである。空中給油を航空輸送の一部に含めることも可能だが、ここでは分けて記述している。
航空輸送を担う軍用機を輸送機と呼ぶ。

#### 戦略輸送と戦術輸送
航空輸送に限定される用語ではないが、輸送任務を大別すると、「戦略輸送」と「戦術輸送」に分けることが出来る。
戦略輸送と戦術輸送の間に明確な境界線は存在しないが、本国ないしそれに準ずる地域から基幹となる拠点までの輸送を戦略輸送、基幹拠点から前線またはそれに準じる地域への輸送を戦術輸送とよぶ。輸送機も、これに対応して戦略輸送機と戦術輸送機に大別される。
戦略輸送機は概して大型であり、大量の兵員/貨物を運搬することが可能である。一例として、米軍のC-5輸送機は最大約120t、C-17でも約70tのペイロードを持つ。
戦術輸送機は中～小型のものが多く、ターボプロップ機も多い。前線の未整備な滑走路でも運用できるように、STOL性能や不整地からの離着陸能力を備えているものが多い。

#### エアボーン・落下傘降下/投下
航空機は地形上の障害を飛び越えて目的地に移動できることから、前線を超えて兵員や物資を輸送することが可能である。ただし、この様なケースでは着陸できる飛行場を確保することが困難なことが多い。このような場合、兵員や物資を落下傘付きで降下/投下する場合がある。
歩兵/機械化歩兵を中心とした戦闘部隊を一定規模で空輸し、落下傘降下させることを目的とした作戦を特に空挺作戦と呼ぶ。広大な国土を少数で防衛するためもあってロシア空挺軍は世界最大の3万人で、空軍はBMD-3空挺装甲車3両運搬可能な輸送機を220機持っており、随意の場所（日本の殆どの場所やドイツ東部国境）に600両の装甲車を降下させることができる。（保有装甲車は現役1800両、予備役空挺装甲車合わせて6000両）
補給物資を落下傘で投下した作戦として有名な例では、インパール作戦における英軍や、ベルリン封鎖における西側諸国のベルリン空輸作戦があげられる。
また、回転翼航空機で兵員等を輸送する作戦をヘリボーンといい、空挺作戦とヘリボーンとを併せて空中機動作戦という。

#### 民間機の使用
戦略レベルの輸送の場合、軍用機ではなく民間の旅客機や貨物機をチャーターして兵員や物資を輸送する場合がある。民間機は軍用機と異なり、チャフやフレアなどの自衛装備を基本的に持たないため（一部、治安状況の悪い地域を飛行する民間機にはフレア投射機などが装備されていることがある）、輸送経路の安全性が確保されていることが大前提ではあるが、軍用の輸送機のみを利用するよりも遙かに大量の兵員や物資を輸送することが可能になる。

## その他
上記に分類できない航空作戦として、各種の支援任務がある。